# Éric Estève
Pour les articles homonymes, voir Estève.
Éric Estève, né le 14 juillet 1953 à Oran, est un chanteur, auteur et compositeur français. 

## Biographie
De 17 à 29 ans, il est auteur-compositeur-interprète et enregistre sous le label Epic. Il est mis en valeur par Véronique Sanson qui lui offre les premières parties de ses spectacles partagées avec Gilles Valiquette, un artiste québécois. Véronique Sanson utilise les talents de choriste d'Éric Estève sur les albums Live At the Olympia 1976, Hollywood et 7e. La couleur particulière de leurs deux voix réunies est baptisée "le blend" par Bernard Saint-Paul, leur complice et producteur commun. 
En 1975, il a le coup de foudre pour Yasmine Dahm ; il devient son compagnon un an plus tard. Aujourd'hui ils ont une fille prénommée Jordane. 
En 1978, Michel Berger et Luc Plamondon proposent à Éric le rôle de Ziggy dans leur opéra rock Starmania avec également Daniel Balavoine, Claude Dubois, Diane Dufresne, France Gall, René Joly, Fabienne Thibeault et Nanette Workman.

## Discographie
- La Fille Du Calendrier/Sexy (EPIC),
- Plus Haut Que Le Soleil/Les Héros De Demain (EPIC),
- Skyhight/Calendar Girl (EPIC),
- Album CLIN D'ŒIL (EPIC) ,
- Ziggy/Ego Trip - STARMANIA (WEA)
- Duo avec Véronique SANSON: How Many Lies (WEA),
- Magic Rock and Roll (EPIC) ,
- A L'Ombre Des Murailles/Elle pleurait (EMI-COLUMBIA) .